# Super Tama女孩
Super Tama女孩（又譯超级Tama娘、Super Tama娘）是日本成人影片製造商TMA推出的首位官方虚拟YouTuber，於2019年6月24日出道。

## 簡介
據4Gamers報導，成人影片製造商TMA由於認為虛擬YouTuber在社交平台上有著一定影響力，所以便決定推出一系列的官方虚拟YouTuber，其中Super Tama女孩為它推出的首名虚拟YouTuber。
TMA於2019年6月24日在官方Twitter上公佈「Super Tama女孩」的出道消息，隨文附上她的自我介紹影片。她在自我介紹影片中介紹了幾款性玩具，包括以自身為主題的氣枕。不過她在YouTube開始活動後的一個月內便被YouTube官方刪除過一次帳戶。
2020年7月，因為Super Tama女孩的聲源提供者忙於日常，TMA決定由另一位提供者頂替之。2021年2月8日，電視節目《月曜夜未央》由於訪問了一名「以VTuber的身份介紹成人用品」的女性，致使Super Tama女孩的Twitter跟隨者數量及YouTube訂閱用戶數出現較大幅的增長。新聞網站「Panora」認為，TMA這一品牌順利吸引不少人對她產生興趣。她隨後亦口頭承認那段片段出現的是她的中之人。

### 人物形象
在人物設定中，Super Tama女孩是個為了使人得到性滿足而被發明出來的貓型機械人，同時她亦是希望自己將來能夠在女子樂隊發揮所長的「偶像候補生」。官方雖會在影片說明欄等位置寫上模特兒的Twitter帳戶，但在書面上否認中之人的存在。她在影片中不時會介紹性玩具公司TamaToys旗下的產品。

## 備註
1. ↑  中之人指虛擬角色幕後扮演者。在Vtuber界是相當敏感的話題，一般會避免提及。
2. ↑  比如【自己紹介】タマトイズとTMA専属Vtuberのすーぱーたま娘です♡【永遠の新人Vtuber】 （页面存档备份，存于）這段影片。
3. ↑  TMA旗下性玩具品牌。

## 外部連結
- YouTube上的Super Tama女孩頻道
- Super Tama女孩的X（前Twitter）